# Schutzzollpolitik

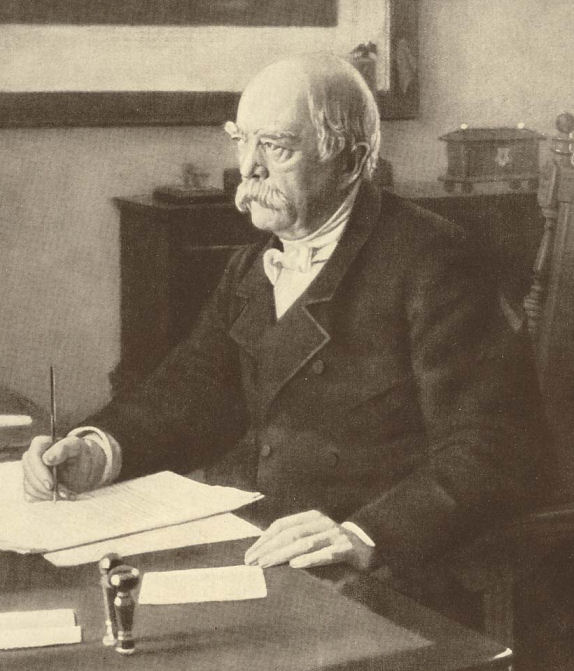
Otto von Bismarck

Als Schutzzollpolitik werden die von Otto von Bismarck seit 1877 eingeleiteten protektionistischen Maßnahmen zum Schutz der Wirtschaft des Deutschen Reiches bezeichnet.
Gründe hierfür waren die seit dem Gründerkrach 1873 einsetzende Wirtschaftskrise, die britische Industriekonkurrenz und der Import billigeren russischen und amerikanischen Getreides. Das führte zu einer scharfen Kritik am bisher betriebenen Freihandel.

## Hintergrund
Der Sieg über Frankreich und die Reichsgründung von 1871 gaben der Industrialisierung einen enormen Schub. Bereits vor der Reichsgründung konnte mit der Gründung des Norddeutschen Bundes, der Einrichtung eines Handelsgerichts mit Sitz in Leipzig, einer liberalen Gewerbeordnung und der gemeinsamen Durchführung der Zollverwaltung das wirtschaftliche Leben angeregt werden. Die nun einsetzende Begeisterung infolge der Reichsgründung verbunden mit den 5 Mrd. Goldfranc, welche Frankreich als Reparationsleistung für den Deutsch-Französischen Krieg (1870/71) zu zahlen hatte, löste einen Nachfrage- und Investitionsboom aus. Schließlich kam es zur Gründung neuer Aktiengesellschaften.
Doch Überschuldung und Überkapazität führten letztlich zum Gründerkrach von 1873, gefolgt von Konkursen, Arbeitslosigkeit und Preisverfall. Der in den 1870ern aufkommende Lobbyismus spielte in diesem Zusammenhang eine Rolle, da bald der Verein Deutscher Eisen- und Stahlindustrieller und auch der Centralverband deutscher Industrieller protektionistische Maßnahmen zum Schutz der Industrie forderten und auf das Meinungsbild der Öffentlichkeit wie auch der konservativen Reichstagsabgeordneten Einfluss nahmen.
Zudem hatten die ostelbischen Großgrundbesitzer und Getreideerzeuger mit der russischen und amerikanischen Konkurrenz zu kämpfen. Denn solange es in Deutschland ein Übermaß an billigem Getreide gegeben hatte, spielten Einfuhren keine Rolle. Doch konnte die Bevölkerung jetzt nicht mehr aus der einheimischen Produktion versorgt werden. Daher sah sich der Staat in Abkehr von seiner liberalen Haltung gezwungen, Schutzzölle einzuführen. Theoretische Grundlagen hierzu (Neomerkantilismus) waren durch Friedrich List und Vertreter der Historischen Schule der Nationalökonomie bereits gelegt worden.

## Schutzzollpolitik
Im Sommer 1877 hatten die „Schutzzöllner“ vielfache Eingaben an die preußische und deutsche Regierung zwecks Einführung von Zöllen gerichtet. Für Bismarck war die Einführung von Zöllen zum Schutz der deutschen Industrie und Landwirtschaft auch von Vorteil, da Zölle in die Reichskasse fließen würden und somit mehr Geld unmittelbar ihm als Reichskanzler zur Verfügung stehen würde und er weniger von den Matrikularbeiträgen der Bundesstaaten für den Reichshaushalt oder vom Reichstag zu bewilligenden Geldern abhängig wäre. Dafür bildete er 1877 erst eine eigene Finanzabteilung im Reichskanzleramt und 1879 das Reichsschatzamt (Reichsfinanzministerium).
Im Februar 1878 hielten sowohl der Centralverband deutscher Industrieller als auch der Kongreß deutscher Landwirte in Berlin ihre Generalversammlungen ab, wobei auch der Kongreß der Landwirte den ‚Lohrenschen Zolltarifentwurf’ des Centralverbandes der Industriellen übernahm, der auf Bismarcks Anregungen auch landwirtschaftliche Zölle enthielt, und dieser Lohrensche Zolltarifentwurf wurde an Reichstagsabgeordnete und hohe Beamte versandt. Demonstrativ hatte Bismarck seinen Chef des Reichskanzleramtes, Christoph von Tiedemann, zur Generalversammlung der Industriellen geschickt und somit seine Unterstützung der Zolltarifpläne klargemacht.
Sogleich stellte Bismarck auch die Steuerreform im Reichstag zur Debatte und brachte gleichzeitig den preußischen Enqueteantrag dazu im Bundesrat ein. Sollten die Schutzzölle im Reichstag nicht durchkommen, hatte Bismarck im Februar 1878 schon eine zweite Variante vorgesehen. Er sagte: „Wenn die Steuergesetze im Reichstag fallen, werde er sein Programm dem Kaiser, der zum Schutzzoll neige, entwickeln, nötigenfalls die Kabinettsfrage stellen. Vielleicht werde man dann zur Auflösung des Reichstages schreiten müssen.“
Schließlich begannen am 3. Januar 1879 die Tarifberatungen des Bundesrates und des Reichstages auf der Grundlage des Lohrenschen Zolltarifentwurfs. Am 12. Juli 1879 stimmte der Reichstag der Einführung eines Schutzzolls und der Erhöhung der Tabaksteuer zu. Mit Hilfe der Konservativen und der gerade noch bekämpften Zentrumspartei war es Bismarck gelungen, Schutzzölle auf Getreide, Holz, Eisen und Vieh zur Stützung der Inlandspreise durchzusetzen. Abgesehen davon wurden noch Schutzzölle auf Genussmittel wie Tabak, Tee und Kaffee gelegt. Dadurch versuchte Bismarck, dem Reich direkte Einnahmen zu verschaffen und es vom Reichstag finanziell unabhängiger zu machen.
Doch die föderalistische Zentrumspartei konnte dies erfolgreich verhindern, indem sie durch die Franckensteinsche Klausel erreichte, dass das Reich sich die neuen Zolleinnahmen mit den Bundesstaaten teilen musste.

## Folgen
Im Rahmen der Einführung der Schutzzölle zerbrach Bismarcks Bund mit den durch die Reichstagswahl 1878 stark geschwächten Nationalliberalen, welche sich anschließend spalteten. Zunächst spaltete sich 1879 ein rechter Flügel ab. Ein Jahr später ging aus dem eher linken Flügel die Liberale Vereinigung hervor, die entschieden gegen die konservative Wende anzukämpfen versuchte. Ferner war das Reich weiterhin finanziell von den Bundesstaaten abhängig. Daher hat Bismarck in diesen Jahren gelegentlich den Gedanken geäußert, den Reichstag gefügiger zu machen oder zumindest den Wahlvorgang dahingehend zu ändern, dass er gefügiger werde.
Längerfristig förderte die Schutzzollpolitik die ökonomische Entwicklung des Deutschen Reiches. Gleichzeitig erhöhten sich jedoch die Preise, ohne dass sich die Reallöhne erhöht hätten. Die Kaufkraft der Löhne stieg erst allmählich wieder ab 1883, was ebenfalls einen Rückgang der Auswanderungsquote zur Folge hatte.
Außerdem wurde die deutsche Industrie wegen des schwachen Binnenmarktes zunehmend vom Ausland abhängig. Dies schränkte wiederum den Handlungsspielraum der Politik ein.